# گریسلدا بلانکو
گریسلدا بلانکو (انگلیسی: Griselda Blanco; ۱۴ فوریه ۱۹۴۳–۳ سپتامبر ۲۰۱۲) معروف به بیوه سیاه، یک پادشاه کلمبیایی مواد مخدر از کارتل مدئین، و از فعالان تجارت مواد مخدر کوکائین مستقر در میامی و جرائم سازمان‌یافته در طول دهه ۱۹۷۰ تا اوایل دهه ۲۰۰۰ میلادی بود. او در ۳ سپتامبر ۲۰۱۲ در سن ۶۹ سالگی به ضرب گلوله کشته شد.

## آغاز زندگی
گریسلدا بلانکو رسترپو در کارتاخنا در ساحل شمالی کلمبیا زاده شد. او و مادرش آنا بلانکو زمانی که او سه ساله بود به مدلین نقل مکان کردند. پس از رسیدن به مدلین او سبک زندگی جنایی را در پیش گرفت. معشوق سابق بلانکو، چارلز کازبی، می‌گوید که بلانکو در سن ۱۱ سالگی پسر جوان ثروتمندی را گروگان گرفت و پس از آنکه پدر و مادر پسر حاضر نشدند برای آزادی او باج بدهند، او را به ضرب گلوله کشت. بلانکو حتی پیش از ۱۳ سالگی جیب بر شده بود. او برای فرار از تجاوزات جنسی دوست پسر مادرش، در ۱۹ سالگی از خانه فرار کرد و تا سن ۲۰ سالگی به غارت در مدئین متوسل شد.

## مواد مخدر
در سال ۱۹۶۴ به همراه شوهر و سه فرزندش با پاسپورت‌های جعلی به‌طور غیرقانونی به محله کویینز در نیویورک مهاجرت کرد و به فروش ماریجوانا روی آورد. او در آنجا یک تجارت قابل توجه کوکائین را تأسیس کرد. بلانکو پیش از سال ۱۹۷۰ شوهر نخست خود را به قتل رساند و به میامی کوچ کرد. او در آنجا شوهر دوم خود با آلبرتو براوو، قاچاقچی مواد مخدر آشنا شد و از طریق او با جنبه‌های تاریک‌تر دنیای تبهکاران مواد مخدر آشنا شد. گرایش بلانکو به خشونت و جسارات او در قاچاق مواد مخدر، باعث شد خیلی سریع به سردسته تبهکاران تبدیل شود. برای نمونه، او زنان جوانی که بسته‌های کوکائین را در سوتین و لباس زیرشان مخفی می‌کردند، با هواپیما از کلمبیا به آمریکا می‌برد. بلانکو در سال ۱۹۷۵ شوهر دوم خود را نیز به ضرب گلوله کشت؛ زیرا مظنون بود که از بلانکو پول می‌دزد.
بلانکو در خشونت‌های مرتبط با مواد مخدر به نام جنگ مواد مخدر میامی یا جنگ‌های کابوی کوکائینی که در اواخر دهه ۱۹۷۰ و اوایل دهه ۱۹۸۰ میامی را گرفتار کرده بود، شرکت داشت. این زمانی بود که کوکائین بیش از حشیش قاچاق می‌شد. شبکه توزیع، که ایالات متحده را در بر می‌گرفت، در ماه ۸۰ میلیون دلار درآمد داشت. بلانکو به خاطر رفتار خشن و بی‌رحمانه به «بیوه سیاه» شناخته می‌شد. او در اوایل دهه ۸۰ میلادی هر ماه نزدیک به یک و نیم تن کوکائین به خاک ایالات متحده قاچاق می‌کرد. برای همین به یکی از ثروتمندترین و مخوف‌ترین زنان جهان تبدیل شده بود. او از میان پناهندگان کوبایی که در سال ۱۹۸۰ به آمریکا گریختند گروه‌های قاچاقچی و آدمکش خود را پرورش می‌داد.
او در آوریل ۱۹۷۵ به همراه ۳۰ تن از زیردستانش به اتهام توطئه مواد مخدر فدرال متهم شد. او پیش از دستگیری به کلمبیا گریخت. اما به ایالات متحده بازگشت و در اواخر دهه ۱۹۸۰ در میامی ساکن شد. بازگشت او کم‌وبیش با آغاز درگیری‌های خشونت‌آمیز عمومی در دهه ۱۹۸۰ شهر میامی همزمان بود. در سال ۱۹۸۳ پس از آنکه شوهر سوم او با مایکل کورلئونه، فرزند مشترک‌شان، میامی را ترک کردند دستور قتل او را هم صادر کرد.

## دستگیری
در ۱۷ فوریه ۱۹۸۵ بلانکو در خانه خود در ارواین کالیفرنیا به اتهام توطئه برای تولید، واردات و توزیع کوکائین توسط اداره مبارزه با مواد مخدر آمریکا دستگیر شد. این پرونده در دادگاه فدرال در شهر نیویورک به محاکمه رفت و در آنجا او مجرم شناخته و به ۱۵ سال زندان محکوم شد. سه پسرش در دورانی که او در زندان بود کشته شدند.
او در حین گذراندن دوران محکومیت خود به سه فقره قتل درجه یک توسط ایالت فلوریدا متهم شد. دادستانی با یکی از مورد اعتمادترین قاتل بلانکو، خورخه آیالا، معامله کرد که حاضر شد علیه او شهادت دهد. با این حال، پرونده به دلیل مسائل فنی مربوط به رسوایی جنسی تلفنی بین آیالا و دو منشی زن که در دفتر دادستانی ایالت کار می‌کردند، به هم خورد. در سال ۱۹۹۸ بلانکو به سه فقره قتل درجه دوم اعتراف کرد و به ۲۰ سال زندان محکوم شد تا همزمان اجرا شود. بلانکو در سال ۲۰۰۲ در زندان دچار حمله قلبی شد. او در سال ۲۰۰۴ آزاد و به مدئین تبعید شد. پیش از قتل او در سال ۲۰۱۲ او آخرین بار در می ۲۰۰۷ در فرودگاه بوگوتا دیده شد.

## درگذشت
در شب ۳ سپتامبر ۲۰۱۲ بلانکو از قصابی در گوشه خیابان ۲۹ در مدئین، گوشتی به ارزش ۱۵۰ دلار خرید، هنگام خروج از مغازه در سن ۶۹ سالگی بر اثر اصابت گلوله موتورسوار بیرون مغازه به سر و کتف درگذشت.

## فرهنگ عامه
- بلانکو در چندین مستند، سریال، فیلم و آهنگ، از جمله چندین پروژه آتی حضور داشته است.
- در سال ۲۰۱۲ وست‌ساید گان، خواننده رپ آمریکایی، یک آلبوم ضبط به نام گریزلدا رکوردز تشکیل داد و نام آن را به نام بلانکو گذاشت.
- در یک فیلم تلویزیونی بیوگرافی بنام مادرخوانده که در سال ۲۰۱۸ در کانال لایف‌تایم نمایش داده شد، بلانکو توسط کاترین زیتا جونز به تصویر کشیده شد.[۱۶][۱۷]
- از سال ۲۰۲۰ برنامه‌هایی برای تولید فیلمی با عنوان مادرخوانده با بازی جنیفر لوپز در نقش بلانکو وجود داشت.[۱۸][۱۹]
- در سال ۲۰۲۴ نتفلیکس زندگی بلانکو را در مینی‌سریال با بازی سوفیا ورگارا با نام گریسلدا به نمایش گذاشت.[۱۰]